# Doblest´ Witiazia
"Doblest´ Witiazia" (ros. Бронепоезд "Доблесть Витязя") – lekki pociąg pancerny wojsk Białych podczas wojny domowej w Rosji.
Został utworzony w składzie Armii Ochotniczej na początku września 1919 r. na bazie zdobycznego pociągu pancernego wojsk ukraińskich Semena Petlury, zdobytego pod Kijowem. W skład 90-osobowej załogi weszło część żołnierzy pociągu pancernego "Witiaź". Na jej czele stanął kpt. (płk) Imszenik-Kondratowicz (zginął w trakcie walk). Pociąg pancerny "Doblest´ Witiazia" uczestniczył w walkach w rejonie Konotopy, zaś zimą 1919/1920 r. odjechał w kierunku Odessy. 31 stycznia 1920 r. na stacji kolejowej Tyraspol został opuszczony przez załogę.